# Джон Саймън
Джон Алсбрук Саймън, 1-ви виконт Саймън (на английски: John Allsebrook Simon, 1st Viscount Simon) е английски юрист и политик от Либералната партия (след 1931 година — от Националната либерална партия).

## Биография
Саймън е роден на 28 февруари 1873 година в Манчестър в семейството на конгрегационален свещеник. Завършва право в Оксфордския университет, след което работи като адвокат. През 1910-1913 година е помощник на главния прокурор, а през 1913-1915 година — главен прокурор на Англия и Уелс. През 1915-1916 година е вътрешен министър в кабинета на Хърбърт Хенри Аскуит.
След като губи мястото си в парламента, Джон Саймън подновява за известно време работата си като адвокат, но през 1922 година отново е избран за депутат и за известно време е заместник-председател на Либералната партия. През 1931 година оглавява дясното крило на партията, което се отделя в Национална либерална партия. През следващите години е външен министър в кабинета на Рамзи Макдоналд (1931-1935), вътрешен министър при Стенли Болдуин (1935-1937) и канцлер на хазната в правителството на Невил Чембърлейн (1937-1940). През 1940-1945 година той е лорд-канцлер, като получава титлата виконт.
Джон Саймън умира на 11 януари 1954 година в Лондон.